# Гортон-Бей (Мічиган)
Гортон-Бей (англ. Horton Bay) — переписна місцевість (CDP) в США, в окрузі Шарлевуа штату Мічиган. Населення — 485 осіб (2020).

## Географія
Гортон-Бей розташований за координатами 45°17′34″ пн. ш. 85°4′6″ зх. д. / 45.29278° пн. ш. 85.06833° зх. д. (45.292745, -85.068398).  За даними Бюро перепису населення США в 2010 році переписна місцевість мала площу 12,49 км², з яких 12,48 км² — суходіл та 0,00 км² — водойми. В 2017 році площа становила 15,98 км², з яких 12,48 км² — суходіл та 3,50 км² — водойми.

## Демографія
Згідно з переписом 2010 року, у переписній місцевості мешкало 512 осіб у 208 домогосподарствах у складі 163 родин. Густота населення становила 41 особа/км².  Було 393 помешкання (31/км²).
Расовий склад населення:
| - 98,4 % — білих - 0,4 % — корінних американців |

До двох чи більше рас належало 1,2 %. Частка іспаномовних становила 0,2 % від усіх жителів.
За віковим діапазоном населення розподілялося таким чином: 19,9 % — особи молодші 18 років, 56,5 % — особи у віці 18—64 років, 23,6 % — особи у віці 65 років та старші. Медіана віку мешканця становила 51,3 року. На 100 осіб жіночої статі у переписній місцевості припадало 105,6 чоловіків;  на 100 жінок у віці від 18 років та старших — 102,0 чоловіків також старших 18 років.
Середній дохід на одне домашнє господарство  становив 76 147 доларів США (медіана — 65 096), а середній дохід на одну сім'ю — 88 836 доларів (медіана — 71 500). За межею бідності перебувало 4,1 % осіб, у тому числі 0,0 % дітей у віці до 18 років та 5,6 % осіб у віці 65 років та старших.
Цивільне працевлаштоване населення становило 209 осіб. Основні галузі зайнятості: освіта, охорона здоров'я та соціальна допомога — 34,0 %, виробництво — 14,8 %, мистецтво, розваги та відпочинок — 13,9 %, роздрібна торгівля — 13,4 %.